# Liga Nacional de Baloncesto Profesional Femenil 2024
La Temporada 2024 de la LNBPF fue la tercera edición de la Liga Nacional de Baloncesto Profesional Femenil en la que fueron 9 los equipos femeniles que participaron, 2 menos que la temporada pasada ya que Astros de Jalisco y Libertadoras de Querétaro no participaron en la temporada 2024, Libertadoras debido a problemas legales con el dueño del equipo. Se integra para esta temporada las Santas del Potosí.
Así, la fase regular comenzó el 2 de mayo y cerró el 29 de junio. La etapa de playoffs se jugó de 4 de julio al 6 de agosto, con las semifinales de zona del 4 al 12 de julio, las finales de zona tuvieron efecto del 15 al 23 de julio y la final del 26 de julio al 6 de agosto.

## Equipos
| Liga Nacional de Baloncesto Profesional de México 2024 |                          |                                  |               |                                          |           |
| Equipo                                                 | Entrenador               | Ciudad                           | Miembro desde | Pabellón                                 | Capacidad |
| Abejas de León                                         | Oscar Castellanos        | León, GTO                        | 2022          | Domo de la Feria                         | 4,463     |
| Adelitas de Chihuahua                                  | Maikel López             | Chihuahua, CHIH                  | 2022          | Gimnasio Manuel Bernardo Aguirre         | 9,600     |
| Correcaminos de la UAT Victoria                        | Luis García              | Ciudad Victoria, TAM             | 2023          | Gimnasio Multidisciplinario Victoria     | 2,600     |
| Freseras de Irapuato                                   | Felipe Becerra           | Irapuato, GTO                    | 2023          | Inforum Irapuato                         | 3,000     |
| Fuerza Regia de Monterrey                              | Carlos Alonso            | Monterrey, NL                    | 2022          | Gimnasio Nuevo León Unido                | 5,000     |
| Halcones de Xalapa                                     | Isabel Fernández “Moses” | Xalapa, VER                      | 2022          | Gimnasio Universitario "Nido del Halcón" | 2,638     |
| Panteras de Aguascalientes                             | Alberto Antuña           | Aguascalientes, AGS              | 2022          | Auditorio Hermanos Carreón               | 3,000     |
| Rojas de Veracruz                                      | Israel Zermeño           | Veracruz, VER                    | 2023          | Auditorio Benito Juárez                  | 4,000     |
| Santas del Potosí                                      | Manolo Cintrón           | San Luis Potosí, San Luis Potosí | 2024          | Auditorio Miguel Barragán                | 3,533     |

## Temporada 2024

### Resultados
| Correcaminos de la UAT Victoria | 62-73 | Panteras de Aguascalientes | Gimnasio Multidisciplinario Victoria | 2 de mayo | 19:00 |
| Fuerza Regia de Monterrey       | 72-67 | Halcones de Xalapa         | Gimnasio Nuevo León Unido            | 2 de mayo | 20:15 |
| Correcaminos de la UAT Victoria | 72-82 | Panteras de Aguascalientes | Gimnasio Multidisciplinario Victoria | 3 de mayo | 19:00 |
| Freseras de Irapuato            | 55-63 | Rojas de Veracruz          | Inforum Irapuato                     | 3 de mayo | 20:00 |
| Fuerza Regia de Monterrey       | 88-90 | Halcones de Xalapa         | Gimnasio Nuevo León Unido            | 3 de mayo | 20:15 |
| Adelitas de Chihuahua           | 83-61 | Abejas de León             | Gimnasio Manuel Bernardo Aguirre     | 4 de mayo | 18:00 |
| Freseras de Irapuato            | 54-65 | Rojas de Veracruz          | Inforum Irapuato                     | 4 de mayo | 20:00 |
| Adelitas de Chihuahua           | 92-83 | Abejas de León             | Gimnasio Manuel Bernardo Aguirre     | 5 de mayo | 16:00 |

| Abejas de León             | 89-86 | Correcaminos de la UAT Victoria | Domo de la Feria           | 9 de mayo  | 19:30 |
| Santas del Potosí          | 70-85 | Adelitas de Chihuahua           | Auditorio Miguel Barragán  | 9 de mayo  | 20:00 |
| Rojas de Veracruz          | 56-62 | Fuerza Regia de Monterrey       | Auditorio Benito Juárez    | 9 de mayo  | 20:15 |
| Panteras de Aguascalientes | 95-63 | Freseras de Irapuato            | Auditorio Hermanos Carreón | 9 de mayo  | 20:30 |
| Abejas de León             | 76-73 | Correcaminos de la UAT Victoria | Domo de la Feria           | 10 de mayo | 19:30 |
| Santas del Potosí          | 67-81 | Adelitas de Chihuahua           | Auditorio Miguel Barragán  | 10 de mayo | 20:00 |
| Rojas de Veracruz          | 58-68 | Fuerza Regia de Monterrey       | Auditorio Benito Juárez    | 10 de mayo | 20:15 |
| Panteras de Aguascalientes | 56-76 | Freseras de Irapuato            | Auditorio Hermanos Carreón | 10 de mayo | 20:30 |

| Correcaminos de la UAT Victoria | 87-68 | Santas del Potosí          | Gimnasio Multidisciplinario Victoria     | 16 de mayo | 19:00 |
| Halcones de Xalapa              | 75-67 | Rojas de Veracruz          | Gimnasio Universitario "Nido del Halcón" | 16 de mayo | 20:00 |
| Correcaminos de la UAT Victoria | 74-64 | Santas del Potosí          | Gimnasio Multidisciplinario Victoria     | 17 de mayo | 19:00 |
| Halcones de Xalapa              | 77-59 | Rojas de Veracruz          | Gimnasio Universitario "Nido del Halcón" | 17 de mayo | 20:00 |
| Freseras de Irapuato            | 80-66 | Abejas de León             | Inforum Irapuato                         | 17 de mayo | 20:00 |
| Fuerza Regia de Monterrey       | 69-50 | Panteras de Aguascalientes | Gimnasio Nuevo León Unido                | 18 de mayo | 16:15 |
| Freseras de Irapuato            | 76-73 | Abejas de León             | Inforum Irapuato                         | 18 de mayo | 20:00 |
| Fuerza Regia de Monterrey       | 74-62 | Panteras de Aguascalientes | Gimnasio Nuevo León Unido                | 19 de mayo | 16:15 |

| Abejas de León             | 73-87  | Fuerza Regia de Monterrey       | Domo de la Feria                 | 23 de mayo | 19:30 |
| Adelitas de Chihuahua      | 106-81 | Correcaminos de la UAT Victoria | Gimnasio Manuel Bernardo Aguirre | 23 de mayo | 20:00 |
| Santas del Potosí          | 87-79  | Freseras de Irapuato            | Auditorio Miguel Barragán        | 23 de mayo | 20:00 |
| Abejas de León             | 62-77  | Fuerza Regia de Monterrey       | Domo de la Feria                 | 24 de mayo | 19:30 |
| Adelitas de Chihuahua      | 90-73  | Correcaminos de la UAT Victoria | Gimnasio Manuel Bernardo Aguirre | 24 de mayo | 20:00 |
| Santas del Potosí          | 69-80  | Freseras de Irapuato            | Auditorio Miguel Barragán        | 24 de mayo | 20:00 |
| Panteras de Aguascalientes | 91-94  | Halcones de Xalapa              | Auditorio Hermanos Carreón       | 24 de mayo | 20:30 |
| Panteras de Aguascalientes | 93-88  | Halcones de Xalapa              | Auditorio Hermanos Carreón       | 25 de mayo | 20:30 |

| Halcones de Xalapa        | 93-80 | Abejas de León             | Gimnasio Universitario "Nido del Halcón" | 30 de mayo | 20:00 |
| Rojas de Veracruz         | 57-55 | Panteras de Aguascalientes | Auditorio Benito Juárez                  | 30 de mayo | 20:15 |
| Freseras de Irapuato      | 73-69 | Adelitas de Chihuahua      | Inforum Irapuato                         | 31 de mayo | 20:00 |
| Halcones de Xalapa        | 87-73 | Abejas de León             | Gimnasio Universitario "Nido del Halcón" | 31 de mayo | 20:00 |
| Rojas de Veracruz         | 64-57 | Panteras de Aguascalientes | Auditorio Benito Juárez                  | 31 de mayo | 20:15 |
| Fuerza Regia de Monterrey | 87-78 | Santas del Potosí          | Gimnasio Nuevo León Unido                | 1 de junio | 16:15 |
| Freseras de Irapuato      | 80-89 | Adelitas de Chihuahua      | Inforum Irapuato                         | 1 de junio | 20:00 |
| Fuerza Regia de Monterrey | 85-65 | Santas del Potosí          | Gimnasio Nuevo León Unido                | 2 de junio | 16:15 |

| Correcaminos de la UAT Victoria | 76-59 | Freseras de Irapuato      | Gimnasio Multidisciplinario Victoria | 6 de junio | 19:00 |
| Abejas de León                  | 84-94 | Rojas de Veracruz         | Domo de la Feria                     | 6 de junio | 19:30 |
| Santas del Potosí               | 76-82 | Halcones de Xalapa        | Auditorio Miguel Barragán            | 6 de junio | 20:00 |
| Adelitas de Chihuahua           | 88-76 | Fuerza Regia de Monterrey | Gimnasio Manuel Bernardo Aguirre     | 6 de junio | 20:00 |
| Correcaminos de la UAT Victoria | 85-79 | Freseras de Irapuato      | Gimnasio Multidisciplinario Victoria | 7 de junio | 19:00 |
| Abejas de León                  | 72-75 | Rojas de Veracruz         | Domo de la Feria                     | 7 de junio | 19:30 |
| Santas del Potosí               | 75-63 | Halcones de Xalapa        | Auditorio Miguel Barragán            | 7 de junio | 20:00 |
| Adelitas de Chihuahua           | 68-69 | Fuerza Regia de Monterrey | Gimnasio Manuel Bernardo Aguirre     | 7 de junio | 20:00 |

| Halcones de Xalapa         | 79-93  | Adelitas de Chihuahua           | Gimnasio Universitario "Nido del Halcón" | 13 de junio | 20:00 |
| Rojas de Veracruz          | 71-75  | Santas del Potosí               | Auditorio Benito Juárez                  | 13 de junio | 20:15 |
| Halcones de Xalapa         | 70-76  | Adelitas de Chihuahua           | Gimnasio Universitario "Nido del Halcón" | 14 de junio | 20:00 |
| Rojas de Veracruz          | 52-51  | Santas del Potosí               | Auditorio Benito Juárez                  | 14 de junio | 20:15 |
| Panteras de Aguascalientes | 79-56  | Abejas de León                  | Auditorio Hermanos Carreón               | 14 de junio | 20:30 |
| Fuerza Regia de Monterrey  | 82-64  | Correcaminos de la UAT Victoria | Gimnasio Nuevo León Unido                | 15 de junio | 16:15 |
| Panteras de Aguascalientes | 101-81 | Abejas de León                  | Auditorio Hermanos Carreón               | 15 de junio | 20:30 |
| Fuerza Regia de Monterrey  | 85-93  | Correcaminos de la UAT Victoria | Gimnasio Nuevo León Unido                | 16 de junio | 16:15 |

| Correcaminos de la UAT Victoria | 72-83 | Halcones de Xalapa         | Gimnasio Multidisciplinario Victoria | 20 de junio | 19:00 |
| Santas del Potosí               | 88-78 | Panteras de Aguascalientes | Auditorio Miguel Barragán            | 20 de junio | 20:00 |
| Adelitas de Chihuahua           | 89-72 | Rojas de Veracruz          | Gimnasio Manuel Bernardo Aguirre     | 20 de junio | 20:00 |
| Correcaminos de la UAT Victoria | 63-72 | Halcones de Xalapa         | Gimnasio Multidisciplinario Victoria | 21 de junio | 19:00 |
| Santas del Potosí               | 89-78 | Panteras de Aguascalientes | Auditorio Miguel Barragán            | 21 de junio | 20:00 |
| Adelitas de Chihuahua           | 86-69 | Rojas de Veracruz          | Gimnasio Manuel Bernardo Aguirre     | 21 de junio | 20:00 |
| Freseras de Irapuato            | 61-72 | Fuerza Regia de Monterrey  | Inforum Irapuato                     | 21 de junio | 20:00 |
| Freseras de Irapuato            | 82-76 | Fuerza Regia de Monterrey  | Inforum Irapuato                     | 22 de junio | 20:00 |

| Rojas de Veracruz          | 71-80  | Correcaminos de la UAT Victoria | Auditorio Benito Juárez                  | 26 de junio | 20:15 |
| Halcones de Xalapa         | 77-74  | Freseras de Irapuato            | Gimnasio Universitario "Nido del Halcón" | 27 de junio | 20:00 |
| Rojas de Veracruz          | 56-64  | Correcaminos de la UAT Victoria | Auditorio Benito Juárez                  | 27 de junio | 20:15 |
| Abejas de León             | 66-72  | Santas del Potosí               | Domo de la Feria                         | 28 de junio | 19:30 |
| Halcones de Xalapa         | 101-79 | Freseras de Irapuato            | Gimnasio Universitario "Nido del Halcón" | 28 de junio | 20:00 |
| Panteras de Aguascalientes | 71-96  | Adelitas de Chihuahua           | Auditorio Hermanos Carreón               | 28 de junio | 20:30 |
| Panteras de Aguascalientes | 98-103 | Adelitas de Chihuahua           | Auditorio Hermanos Carreón               | 29 de julio | 20:00 |
| Abejas de León             | 53-82  | Santas del Potosí               | Domo de la Feria                         | 29 de julio | 20:00 |